# 56 Pegasi
56 Pegasi, som är stjärnans Flamsteed-beteckning, är en dubbelstjärna belägen i den mellersta delen av stjärnbilden Pegasus. Den har en skenbar magnitud på ca 4,74 och är svagt synlig för blotta ögat där ljusföroreningar ej förekommer. Baserat på parallax enligt Gaia Data Release 2 på ca 6,1 mas, beräknas den befinna sig på ett avstånd på ca 530 ljusår (ca 160 parsek) från solen. Den rör sig närmare solen med en heliocentrisk radialhastighet av ca –28 km/s. Stjärnan är listad som medlem i rörelsegruppen Wolf 360.

## Egenskaper
Primärstjärnan 56 Pegasi är en speciell orange till gul ljusstark jättestjärna av spektralklass K0.5 II: Ba1 CN-2 CH-0.5, som anger att det råder viss osäkerhet om klassificering, tillsammans med ett överskott av barium och underskott av CN- och CH-radikaler. Den är en aktiv stjärna ungefär 100 miljoner år gammal. Den har en massa som är ca 5,4 solmassor, en radie som är ca 40 solradier och utsänder ca 680 gånger mera energi än solen från dess fotosfär vid en effektiv temperatur på ca 4 400 K.
56 Pegasi är en misstänkt variabel, som har visuell magnitud +4,76 och varierar med 0,009 magnituder utan någon fastställd periodicitet.
Konstellationen visar ett överskott av ultraviolett strålning som måste komma från en följeslagare, som Simon et al. (1982) klassificerade som en dvärgstjärna av spektraltyp O. Alternativt kan den vara en vit dvärg med en ackretionsskiva. Flera förbryllande detaljer i utvecklingshistoriken för stjärnparet kan förklaras om primärstjärnan är en snabb rotator som ses från jorden nästan i polaxelns riktning. Stjärnan kan ha spunnits upp i rotation under ett massöverföringsstadium med följeslagaren.